# El Progreso (Salto de Agua)
El Progreso es una localidad del estado mexicano de Chiapas. Es parte del municipio de Salto de Agua.

## Demografía
| Gráfica de evolución demográfica |
|                                  |

| Censo | Población |
| ----- | --------- |
| 1940  | 141       |
| 1950  | 221       |
| 1960  | 254       |
| 1970  | 309       |
| 1980  | 421       |
| 1990  | 722       |
| 2000  | 739       |
| 2010  | 924       |
| 2020  | 1 009     |